# Chartreuse de Catane
Ne doit pas être confondu avec Chartreuse Saint-Sauveur de la Nouvelle-Lumière.
La Chartreuse Notre-Dame-de-la-Nouvelle-Lumière, en italien : Santa Maria di Nuovaluce a Catania, est un ancien monastère chartreux, situé à Fossa della Creta, à Catane en Sicile.

## Histoire
Selon une ancienne tradition, après le violent tremblement de terre du 4 février 1169, les survivants entendent une voix leur conseillant de chercher refuge sur une colline et en même temps une lueur apparaît d'une colline au sud-ouest de Catane. Ils décident de monter au sommet et trouvent une grotte qui abrite une icône représentant la Vierge que probablement quelqu'un avait caché là pour la soustraire à l'attaque des sarrasins. Ils décident de construire, à cet endroit, une petite église dédiée à « Notre-Dame-de-la-Nouvelle-Lumière ».
La chartreuse de Notre-Dame-de-la-Nouvelle-Lumière est fondée avant 1360 par Artale I Alagona (it) ou Arthaud de Alagon, comte de Mistretta, noble sicilien, homme politique et militaire d'origine d'origine aragonaise. Une charte du roi de Sicile, Frédéric III, indique que vers fin 1360, il y a déjà là une communauté composée d'un prieur et de douze moines.
Le 25 janvier 1370, les chartreux demandent au pape, Urbain V, son accord pour une aliénation, en faveur de la nouvelle chartreuse de la « Glorieuse Vierge Marie de Catane », que le fondateur, le seigneur Arthaud de Alagon, avait dotée avec des dîmes ainsi que des redevances seigneuriales placées sous la directe de l'évêque et du chapitre de Catane. Urbain V accepte de confirmer cette dotation.
La position n'est pas optimale pour le calme et la prière des chartreux et la proximité de deux ruisseaux qui développe un air malsain. Le paludisme et le Grand schisme d'Occident poussent les chartreux à abandonner Catane.  Le Grand schisme d'Occident provoque également un schisme au sein de l'ordre des Chartreux en 1380 qui dure jusqu'en 1410. Les chartreux allemands et italiens sont avec le pape de Rome, et ceux de France et d'Espagne suivent le pape d'Avignon.
La communauté de Catane opte pour l'antipape, Clément VII et doit céder la place, avec quelques hésitations, contraint par la reine de Naples, à des « urbanistes », fidèles à Rome, le royaume de Naples tenant pour cette obédience. La communauté abandonne peu après une maison ruinée par les guerres entre les mains de l’archevêque, qui donne ses biens aux bénédictins en 1381. Le monastère reçoit le nom d'Abbaye Royale, « Regia Abbazia ». En compensation, les chartreux « clémentistes » construisent la chartreuse de Val de Christo, à Altura près de Tarragone.
L'éruption de 1669 et le tremblement de terre de 1693 font que l'église a besoin d'être restaurée. Elle accueille des carmélites déchaussées, qui vivent là jusqu'à ce que le régime de Savoie acquière des biens ecclésiastiques. L'abbaye royale est définitivement abandonnée et transformée en étables et abris pour vaches et chevaux.
Aujourd'hui, il reste peu de traces de la chartreuse. Une cour avec un puits sarrasin, une rangée de cellules et l'église de Santa Maria di Nuovaluce. Il reste quelques fragments de marbre de la cénobie du XIVe siècle et la plaque de fondation qui ont été récupérés et sont au musée du château d'Ursino. L'icône de la Madone est au musée diocésain de Catane.